# Roy Paci
Roy Paci, właśc. Rosario Paci (ur. 16 września 1969 w Auguście) – sycylijski piosenkarz i trębacz.
Grał z wieloma muzykami, m.in. z Manu Chao, Mikiem Pattonem, zespołami Mau Mau, Corleone, Negrita i grupą jazzową Zu, z którą w 1998 nagrał album Bromio. Z zespołem Aretuska Paci nagrał kilka płyt.

## Dyskografia
Albumy
- 2002: Baciamo le mani (z zespołem Aretuska)
- 2003: Tuttapposto (z zespołem Aretuska)
- 2005: Parola d'onore (z zespołem Aretuska)
- 2005: Wei Wu Wei (z zespołem Corleone)
- 2007: SuoNoGlobal (z zespołem Aretuska)

Single
- 2002: Cantu Siciliano
- 2002: The Duse
- 2003: Besame Mucho
- 2003: Yettaboom
- 2006: Viva la vida
- 2007: Toda joia toda beleza (z Manu Chao)